# Pseudostigmatidae
Famille
Les Pseudostigmatidae sont une famille d'insectes de l'ordre des odonates et du sous-ordre des zygoptères (demoiselles).

## Liste des genres
Selon BioLib (14 novembre 2020) :
- genre Anomisma McLachlan, 1877
- genre Coryphagrion Morton, 1924
- genre Mecistogaster Rambur, 1842
- genre Megaloprepus Rambur, 1842
- genre Microstigma Rambur, 1842
- genre Pseudostigma Selys, 1860

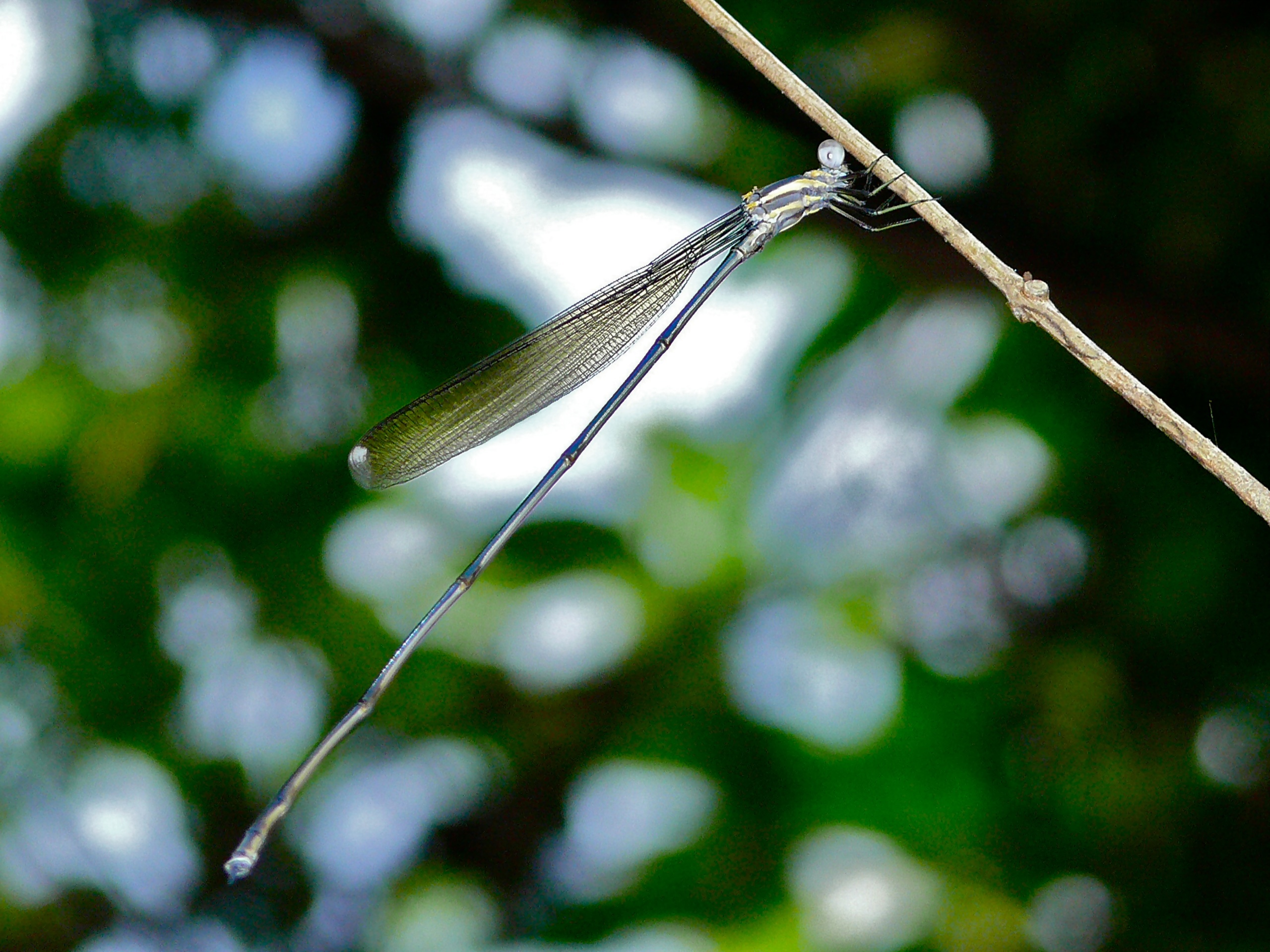
Mecistogaster modesta
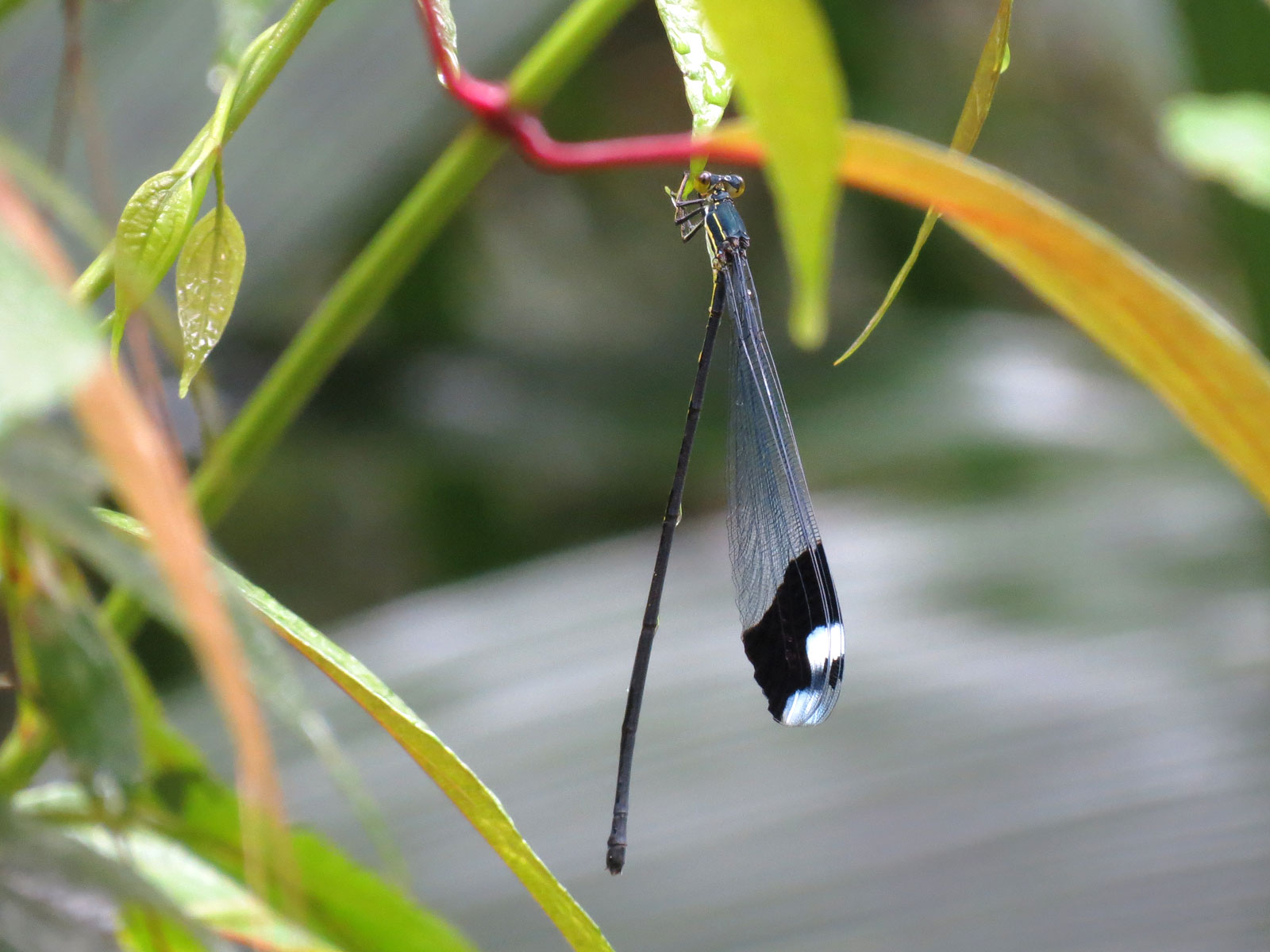
Megaloprepus caerulatus
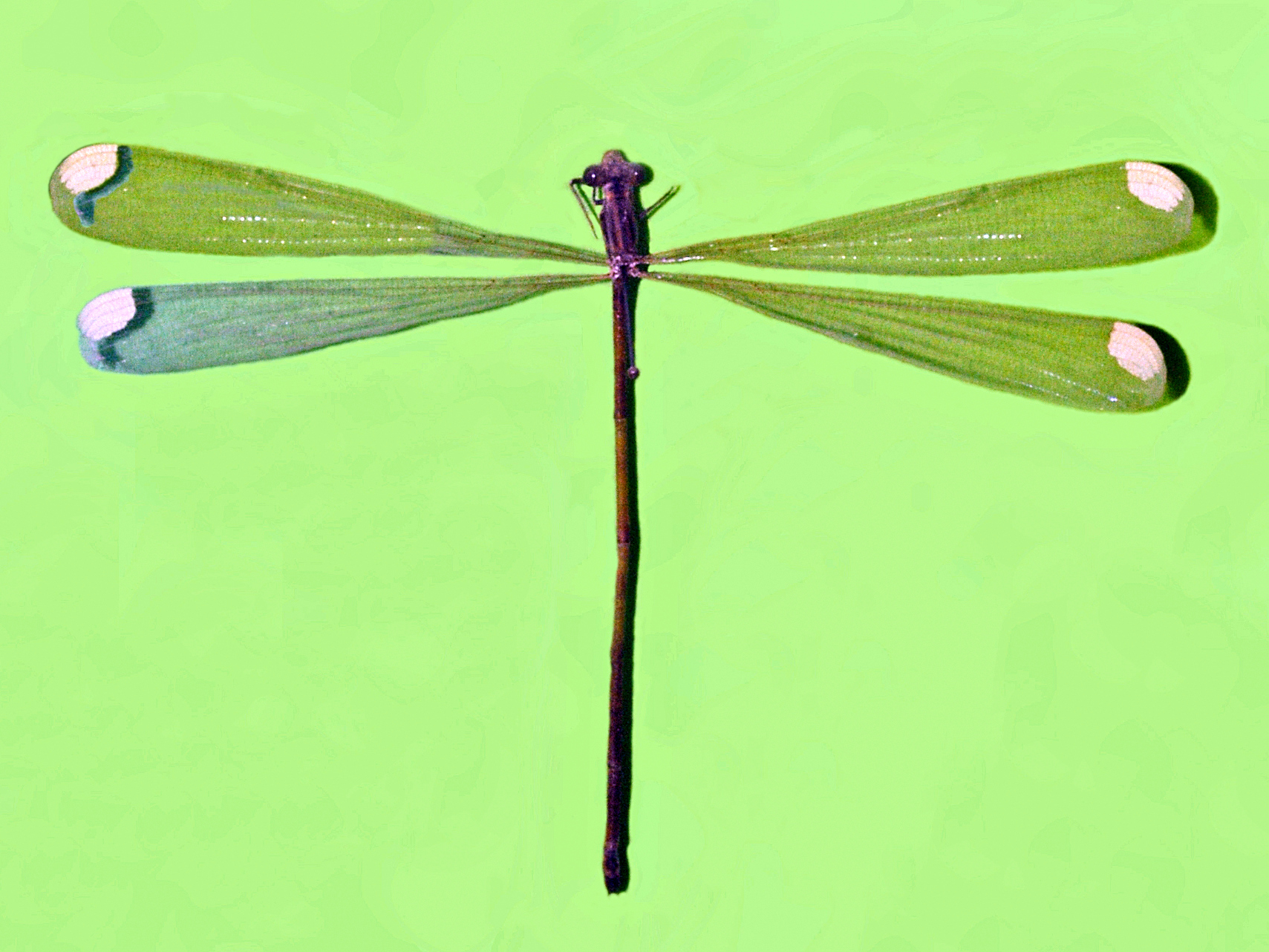
Microstigma rotundatum